# 2018 en Équateur
Cet article présente les faits marquants de l'année 2018 en Équateur.

## Évènements
- 3 janvier : Jorge Glas est destitué de son poste de vice-président de l'Équateur à la suite de sa condamnation à de la prison ferme pour corruption.
- 6 janvier : à la suite de cette destitution, María Alejandra Vicuña est élue vice-présidente par l'Assemblée nationale.
- 4 février : référendum et consultation populaire.
- 14 août : un accident de bus provoque 24 morts et 19 blessés à proximité de Quino[1].